# Theophilus Gale
Pour les articles homonymes, voir Gale (homonymie).
Theophilus Gale est un théologien anglais, né en 1628 et mort en 1678. 

## Biographie
Il fit ses études à l'université d’Oxford et devint, en 1657, ministre de Winchester. Destitué en 1661 pour avoir refusé de se soumettre à l’acte d’uniformité, il s’occupa d’enseignement particulier et fit avec ses élèves un voyage en Normandie, où il connut le savant Bochard. 
À son retour en Angleterre, il mit la dernière main à un ouvrage commencé depuis longtemps et sauvé comme par miracle de l’incendie de Londres. Cet ouvrage a pour titre : la Cour des païens. Gale veut prouver que les sages les plus renommés ont emprunté leur philosophie, voire leur philologie, aux Écritures saintes. L’ouvrage se compose de trois parties publiées dans l’ordre chronologique suivant : la première à Oxford, en 1669 ; la seconde à Oxford, en 1671, et à Londres, en 1676 ; la troisième à Oxford, en 1677. 
À cet ouvrage, il faut joindre les suivants : Théophile ou Discours sur l’amour de Dieu en Christ (1671, in-8°) ; Idea theologiæ, tam contemplativæ quam activæ (1673, in-12) ; Philosophia généralis (1676, in-8°) ; Lexicon græci Testamenti etymologicon, synonymum, sive glossarium homonymum (1678).

## Source
« Theophilus Gale », dans Pierre Larousse, Grand dictionnaire universel du XIXe siècle, Paris, Administration du grand dictionnaire universel, 15 vol., 1863-1890 [détail des éditions].